# Río Salso
El río Salso (siciliano: Salsu), también conocido como el Imera Meridionale (griego: Ἱμέρας; latín Himera), es un río de la Sicilia central y suroeste. Nace en los montes Madonia (latín: Nebrodes Mons; siciliano: Munti Madunìi) y, atravesando las provincias de Enna y Caltanissetta, desemboca en el Mediterráneo en el extremo oeste del golfo de Gela en el puerto de Licata, en la Provincia de Agrigento. 
Con un desarrollo total de 144 km, el río Salso es el principal curso de agua de Sicilia por longitud pero el segundo por amplitud de la cuenca hidrográfica (2.122 km²) después del Simeto. 
Su pequeño sistema de delta está dominado por procesos marinos más que fluviales. Es un torrente estacional, con breves pero violentas inundaciones durante las lluvias invernales (desde noviembre hasta febrero), y seco en la sequía veraniega. En noviembre de 1915 el puente de hierro que cruza la desembocadura del río se cayó durante las inundaciones, y 119 personas fueron arrastradas por la inundación y murieron.
Los meandros históricamente cambiantes del río cruzando la baja llanura costera ha sido articficialmente canalizadocomo parte del estrecho de Sicilia, y los pantanos secados para la agricultura. Hasta finales del siglo XIX tenía dos canales de distribución, el segundo 5 km al oeste. La desembocadura del Salso ha avanzado en tiempos históricos, y el viento y las olas anteriormente distribuyeron su arena y su cieno a las playas del golfo de Gela.

## Significado histórico
Himera fue el nombre antiguo de dos ríos en Sicilia, el Grande fluye hacia el norte en el mar Tirreno, y el Salso a la costa sur de la isla, pero que, por una extraña confusión, fueron considerados por muchos escritores antiguos como un único río, que es en consecuencia descrito como que surge en el centro de la isla, y fluía en dos direcciones diferentes, de manera que dividiría completamente Sicilia en dos partes. Es singular que, si se cree a Vibio Secuéster, esta idea absurda es tan antigua como el tiempo de Estesícoro, quien era él mismo oriundo de la ciudad de Himera. Pomponio Mela es, sin embargo, el único de los antiguos geógrafos que lo adopta.
El Salso desemboca en el mar en Licata (la antigua Fintias). En la parte superior de su curso está compuesto de dos ramales, corriendo casi paralelo uno y otro; uno hoy llamado el Fiume Grande que surge cerca de Gangi, el otro, llamado el Fiume di Petralia, desde la ciudad homónima: es sólo después de la confluencia de los dos que obtiene el nombre de Salso. Es imposible decir cuál de los dos ramales es considerado por los ancianos como el verdadero Himera; pero en cualquier caso el río tiene un curso por encima de 90 km de norte a sur, y sus fuentes no están por encima de 24 km desde la costa norte de la isla. De ahí que la expresión de Polibio y Livio, que el Himera casi divide toda la isla de Sicilia en dos partes, no sea de modo alguno inexacta. Pero es evidentemente esta circunstancia, junto con el hecho de que hay otro río del mismo nombre que desemboca en el mar Tirreno, que dio lugar a la fábula anteriormente señalada. Estrabón, quien no habla del Himera meridional, aplica (evidentemente por error) casi las mismas palabras que Polibio al río septentrional del nombre. (Estrabón vi. p. 266.) Diodoro Sículo señala la naturaleza salobre de las aguas del Himera, que da lugar al nombre moderno del río Salso: esto está causado por la unión de un pequeño arroyo cerca de Caltanissetta, que fluye desde las minas de sal en esa zona. Solino erróneamente adscribe esta cualidad al Himera septentrional; mientras que Vitrubio correctamente lo atribuye sólo al río meridional.
Históricamente, el Himera meridional es notable por la gran batalla que se luchó en sus orillas entre Agatocles y los cartagineses, en que el último obtuvo una completa victoria, 311 a. C. La escena de esta acción fue una breve distancia de la desembocadura del río, los cartagineses ocupando la colina de Ecnomo, mientras Agatocles estaba acampado en la orilla izquierda. En un período muy anterior, 446 a. C., fue testigo de la derrota de los agrigentinos por los siracusanos; y, de nuevo, en la segunda guerra púnica, 212 a. C., se convirtió en el escenario de un enfrentamiento entre Marcelo y las fuerzas cartaginesas bajo Hanón y Epícides de Siracusa, en el que los segundos fueron derrotados y huyeron hasta refugiarse dentro de las murallas de Agrigento. Por el tratado concluido con Cartago por Jerónimo de Siracusa, se acordó dividir toda Sicilia entre las dos potencias, de manera que el río Himera (Salso) sería el límite de sus respectivos dominios. Pero este acuerdo nunca se llevó a efecto. Ptolomeo correctamente sitúa la desembocadura del Himera meridional al este de Agrigento; es el único de los geógrafos que menciona ambos nombres del río. Una inscripción conteniendo la dedicatoria "ΑΣΚΑΗΠΙΩ KAI IMEPA ΠΟΤΑΜΩ", debe, desde que se encontró en Caltanisetta, referirse al Himera meridional (p.e., el Salso).
El Salso fue de importancia en la antigüedad debido a que, según Diodoro Sículo después de una serie de conflictos entre los sículos y los sicanos, el río Salso fue también declarado frontera entre sus respectivos territorios, los sículos al este y los sicanos al oeste.
El nombre Salso se da también a un afluente del Simeto, el río más importante de Sicilia.